# Confédération Internationale des Sociétés Musicales
Die Confédération Internationale des Sociétés Musicales (CISM) ist ein Zusammenschluss nationaler Verbände für Blasmusik, Percussion, Tambour-, Bläser- und Pfeiferkorps. Der CISM wurde 1949 gegründet. Der französische Verband umfasst 21 europäische Mitgliedsverbände mit 35.000 Musikvereinen. 

## Ziele
Satzungsgemäßes Ziel des Zusammenschlusses ist es, die Musikkultur zu erhalten, zu pflegen und zu fördern. Zu diesem Zweck werden verschiedene beratende und fördernde Maßnahmen für Laienmusiker angeboten. Dazu zählen der internationale Kulturaustausch, Musikfeste und musikalische Wettbewerbe, Fortbildungsmaßnahmen und Kongresse, Kompositionswettbewerbe, die Erstellung von Verzeichnissen, Listen und Katalogen mit Informationen und Arbeitsmaterialien für Musiker und die Förderung der Jugendarbeit. Zudem versteht sich die CISM als Interessenvertretung der Mitgliedsverbände. Neben konzertanter und sinfonischer Blasmusik fördert die Organisation auch ausdrücklich traditionelle und volkstümliche Stilrichtungen, wie beispielsweise die böhmische und mährische Blasmusik.
Offizielles Mitteilungsorgan der CISM ist die Zeitschrift clarino.print.